# Masiu
Masiu ist eine philippinische Stadtgemeinde in der Provinz Lanao del Sur. Sie hat 29.176 Einwohner (Zensus 1. August 2015).

## Baranggays
Masiu ist politisch in 35 Baranggays unterteilt.
| - Abdullah Buisan - Alim Raya Caramian - Alip Lalabuan - Alumpang Paino Mimbalay - Amai Ditimbang Balindong - Amai Sindaolan Dansalan - Lakadun - Bontalis Maranat - Dalog Balut - Gindolongan Alabat - Gondarangin Asa Adigao - Sawir | - Labay Moriatao-Bai - Laila Lumbac Bangon - Langco Dimapatoy - Langi Talub - Lomigis Sugod - Macabangun Imbaba - Macadaag Talaguian - Macalupang Lumbac Caramian - Magayo Bagoaingud - Magompara Apa Mimbalay - Manalocon Talub - Marandacan Putad | - Matao Araza - Mohammad Tangul - Pangandaman Pantao - Sambowang Atawa - Tamboro Cormatan - Towano Arangca - Tomambiling Lumbacaingud - Unda Dayawan - Salacayan Buadiamaloy - Mangondato Kalilangan - Casim Lumbacaingud |